# Гамле-Осло

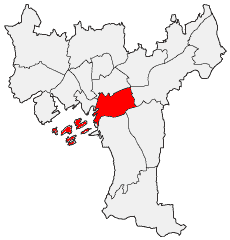
Расположение района в Осло

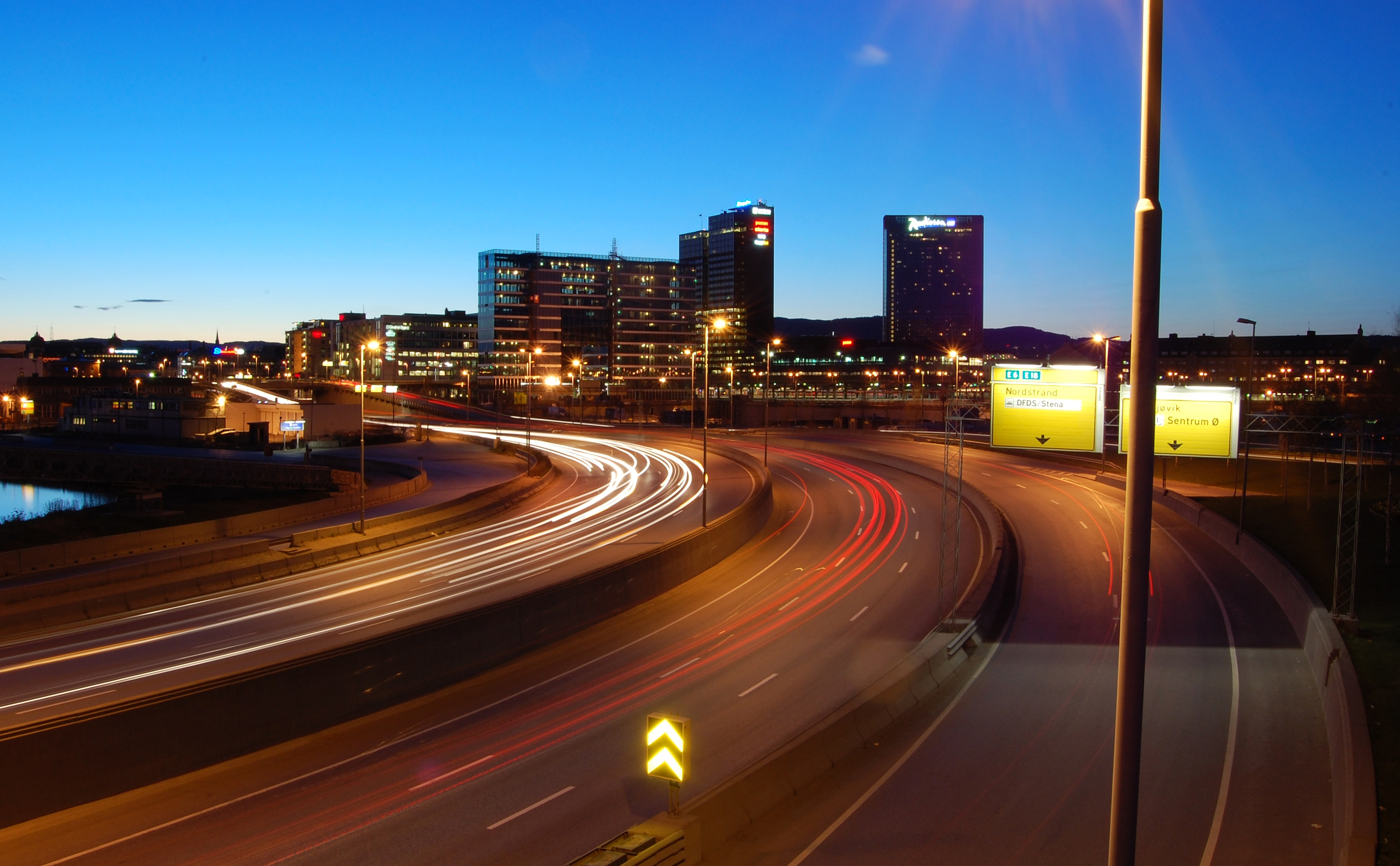
Шоссе Е-18 в зоне Бъёрвика, район Гамле Осло

Га́мле-О́сло (норв. Gamle Oslo, буквально «Старый Осло») — район и административная единица Осло. Располагается в центре норвежской столицы на площади 7,5 км². По данным на 1 января 2010 года население района составляло 42569 человек. Район имеет несколько достопримечательностей и крупных парков, музей Эдварда Мунка и Ботанический сад. Во времена, когда современный Осло назывался Христианией, эта местность называлась Осло.
Район делится на следующие зоны:
- Бъёрвика
- Грёнланн
- Тёйен
- Брин
- Экебергскрентен
- Экебергскронинген
- Энерхауген
- Эншу
- Эттерстад
- Гальеберг
- Гамлебиэн
- Грёнлиа
- Эльсфир
- Йордаль
- Кампен
- Кунгсхавн
- Квэернер
- Лудален
- Валль-Хувен
- Волеренга

Район также включает в себя несколько островов Осло-фьорда: Блейкёйя, Грессхольмен, Хэйхольмен, Хуведёйя, Кавринген, Линдёйя, Накхольмен, Рамбергёйя.